# مديريات برشلونة

مديريات برشلونة العشر.

مديريات برشلونة (بالإسبانية: Distritos de Barcelona)‏ هي المديريات والدوائر البلدية التي تُشكل المساحة الكبرى في مدينة برشلونة. وفي التقسيم الإداري الحالي، الذي يرجع إلى عام 1984، قُسمت المدينة إداريًا إلى عشرة مديريات، والتي تنقسم بدورها إلى 73 حيًا سكنيًا. وتدار هذه من قبل عضو مجلس مُعين من قبل مجلس المدينة الرئيسي، ولكل منهم بعض القوى المتعلقة بقضايا تخص العمران أو البنية التحتية في المنطقة.
هذه الأحياء هي أراضي تبلورت فيها اللامركزية السياسية والإدارية في بلدية برشلونة، كما لديهم استقلالية والحق في اتخاذ القرارات والإدارة الاقتصادية في بعض المناطق.
لبعض هذه المديريات تاريخ سابق كونها كانت بلديات مثستقلة تم دمجها في مدينة برشلونة خلال أواخر القرن ال19 والنصف الأول من القرن 20، مثل سارريا وسان جيرباسي وليس كورتس وسان أندريو وجراسيا وسان مارتي. ومع ذلك، فهناك بعض البلديات الأخرى المجاورة لبرشلونة الذي مثل هوسبيتالت دي يوبريجات وبادالونا وسان أدريان دي بيزوس أو مونكادا ي ريتشاتش ظلت حتى الوقت الحالي مدن منفصلة، والتي تُمثل جزءًا من منطقة العاصمة الأكبر في برشلونة.

## المناطق
لدى العشرة مديريات والثلاثة وسبعين حيًا سكنيًا في برشلونة مُسمى عددي واسمي. تقع برشلونة التاريخية في مديرتي ثيوتات فيا، التي تُمثل أقدم مدينة والمركز الأقدم في المدينة، وشامبلا، الذي يُعد امتداد المدينة التي تتبعها بلان ثيردا، التي نُفذت في القرن التاسع عشر، عقب هدم الجدران.
| التسلسل | المديرية            | المساحة كم2 | عدد السكان | كثافة السكان | أماكن للزيارة                                                                                    |
| ------- | ------------------- | ----------- | ---------- | ------------ | ------------------------------------------------------------------------------------------------ |
| 1       | ثيوتات فيا          | 4.49        | 111,290    | 24,786       | الحي القوطي، حديقة السيوتاديلا، قصر جويل، كنيسة سان باو دل كامب، الشاطئ.                         |
| 2       | شامبلا              | 7.46        | 262,485    | 35,586       | شارع باسيج دي جراسيا لابيدريرا، شارع لا رامبلا، بيت باتاييو، بيت أماتييه، كنيسة العائلة المقدسة. |
| 3       | ستانس مونتجويك      | 21.35       | 177,636    | 8,321        | جبل مونتجويك، نافورة المياه الراقصة، قصر مونتجويك.                                               |
| 4       | ليس كورتس           | 6.08        | 82,588     | 13,584       | كامب نو، جامعة البوليتكنيك في برشلونة                                                            |
| 5       | سارريا وسان جيرباسي | 20.09       | 140,461    | 6,992        | مدينة ألعاب ألتيبيدابو                                                                           |
| 6       | جراسيا              | 4.19        | 120,087    | 28,660       | حديقة جويل                                                                                       |
| 7       | أورتا غويناردو      | 11.96       | 169,920    | 14,217       | مستشفى سان باوظ، حديقة لابيرتينو (حديقة متاهات)                                                  |
| 8       | نو بارريس           | 8.04        | 164,981    | 20,520       | حديقة الناو بارريس                                                                               |
| 9       | سان أندريو          | 6.56        | 142,598    | 21,737       | مجمع تجاري لا ماكنيستا، كنيسة بالومار، مطعم فيينا، بنايات من عصر الحداثة                         |
| 10      | سان مارتي           | 10.80       | 221,029    | 20,466       | مجمع تجاري كبير دياجونال مار، الشاطئ                                                             |